# Johann Kelp
Johann Kelp (Johannes Kelpius, magyarosan Kelp János, Segesvár, 1673. – Roxborough/Germantown, Pennsylvania, 1708.) erdélyi szász bölcseleti doktor, filozófus.

## Élete
Atyja Kelp György, szászdályai (Denndorf) ágostai evangélikus lelkész (meghalt 1685. febr. 25.). Testvére, Martin Kelp, szintén lelkész volt. Johann Kelp, miután tanulását a hazában elvégezte, külföldre ment s 1687-ben Tübingenben és Lipcsében járt az egyetemre; a háború zaja Altdorfba késztette, hol 1689-ben magiszteri rangot nyert. Azután 1694. január 7-én útnak indult Pennsylvaniába, ahová június 23-án érkezett meg. Itt is hunyt el 1708-ban.

## Munkái
- Theologiae Naturalis seu Metaphysicae Metamorphosin, pro summis honoribus et Privilegiis Philosophicis legitime obtinendis, die 15. Jun. 1689. Prayeside Daniele Wilhelmo Mollero. Altorfii, 1689 (két kiadásban)
- Scylla Theologiae, aliquot exemplis Patrum et Doctorum Ecclesiae, qui cum alios refutare laborarent, fervore disputationis abrepti, in contrarios errores misere inciderunt, ostensa atque in materiam disputationis proposita. Uo. 1690
- Inquisitio, an Ethicus Ethnicus aptus sit Christianae Juventutis Hodegus? sive: An juvenis christianus sit idoneus auditor Ethices Aristotelicae. Resp. Balthas. Blosio. Uo. 1690